# Мошница (приток Внины)
Мошница — река в Вологодской и Ленинградской областях России, приток Внины.
Вытекает из болота Ульяновская Гладь на территории Тороповского сельского поселения Бабаевского района Вологодской области, в 1 км от границы Бокситогорского района Ленинградской области. Течёт на юг, 5 раз пересекает границу Вологодской и Ленинградской областей и впадает в реку Внина в 84 км от её устья на территории Бокситогорского района. Длина реки составляет 11 км. Населённых пунктов на берегах Мошницы нет.

## Данные водного реестра
По данным государственного водного реестра России относится к Верхневолжскому бассейновому округу, водохозяйственный участок реки — Молога от истока и до устья, речной подбассейн реки — Реки бассейна Рыбинского водохранилища. Речной бассейн реки — (Верхняя) Волга до Куйбышевского водохранилища (без бассейна Оки).
Код объекта в государственном водном реестре — 08010200112110000007150.